# Parafia greckokatolicka św. Anny w Barcinie
Parafia greckokatolicka pw. Świętej Anny w Barcinie – parafia greckokatolicka w Barcinie. Parafia należy do eparchii wrocławsko-koszalińskiej i znajduje się na terenie dekanatu słupskiego.

## Historia parafii
Parafia greckokatolicka pw. Świętej Anny funkcjonuje od 1993 r., księgi metrykalne do 1997 r. w parafii w Słupsku, od 1997 w parafii w Bytowie.

## Świątynia parafialna
Nabożeństwa odbywają się w kościele rzymskokatolickim św. Anny.

## Proboszczowie
- ks. Bogdan Pipka (1993-1997),
- ks. Roman Malinowski (1997-2019),
- ks. Stefan Prychożdenko od 2019[1]